# Paracaudina tetrapora
Paracaudina tetrapora is een zeekomkommer uit de familie Caudinidae.
De wetenschappelijke naam van de soort werd in 1914 gepubliceerd door Hubert Lyman Clark.